# 카쉬미르의 소녀
《카쉬미르의 소녀》(힌디어: बजरंगी भाईजान)는 2015년 개봉한 인도의 코미디 드라마 영화이다. 카비르 칸이 감독과 공동각본을 맡았다.

## 출연

### 주연
- 살만 칸
- 하샬리 말호트라
- 카리나 카푸르

### 조연
- 나와주딘 시디퀴
- 옴 푸리
- 샤랫 사세나